# Guerra del Mixtón
La guerra del Mixtón fu una serie di scontri bellici tra varie nazioni indigene - genericamente chiamate cicimechi - appartenenti al territorio di Nuova Galizia, a ovest del Vicereame della Nuova Spagna, che si ribellarono contro l'esercito spagnolo a metà del XVI secolo. Durante questo periodo, diversi popoli indigeni già in precedenza conquistati dagli spagnoli rifiutarono di sottomettersi al dominio iberico e insorsero con le armi.

## Etimologia
La parola miztli in lingua nahuatl significa "puma" ed è stata resa in castigliano come "mixtón", ma la pronuncia corretta è "míscton", cioè con accento prosodico sulla prima sillaba e con l'ortografia "x" pronunciata come nell'italiano "sc".

## Campagna di conquista di Nuño Beltrán de Guzmán
Gli antefatti della guerra sono spesso ricondotti alla crudele campagna di conquista del conquistador Nuño de Guzmán nel territorio che gli spagnoli chiamarono Nuova Galizia, ovvero gli attuali stati messicani di Jalisco, Nayarit, Colima e parte del territorio degli stati di Zacatecas e Aguascalientes. Nel corso di questo intervento, conclusosi nel 1531, diverse migliaia di indigeni furono torturati o uccisi dalle forze spagnole e dai loro alleati indigeni. Anche se per questi fatti Nuño de Guzmán fu incarcerato, il ricordo dell'invasione spagnola rimase tra i nativi della Mesoamerica occidentale tra i quali possiamo includere gli caxcanes e i zacatecos, come i principali protagonisti della ribellione nel Mixtón, anche se erano sostenuti da Guachichiles, Coras, Tecuexes e Guamares.

## Antefatti
Poco prima che avessero inizio le ostilità, Il viceré Antonio de Mendoza aveva inviato al nord, per via terrestre, il governatore della Nuova Galizia Francisco Vázquez de Coronado, e Hernando de Alarcón per mare, in spedizioni simultanee alla ricerca della mitica città di Cíbola (o sette città). Il controllo della Nuova Galizia rimase al Tenente del governatore Cristóbal de Oñate, il quale presto si rese conto che le forze militari spagnole erano state superate. Gli abusi di alcuni encomenderos e la resistenza degli stessi indiani a sottomettersi alla corona spagnola furono le cause dei primi incidenti isolati. Un gruppo composto da 18 capi Chichimecas fu fatto prigioniero, e nove furono impiccati su ordine del capitano Domingo de Arteaga nel 1540, alla presenza di Cristóbal de Oñate, Martín Benítez, Juan Pascal e altri spagnoli.

La risposta degli chichimecas non si fece attendere: nell'inverno dello stesso anno gli abitanti dei villaggi di Huaynamota e Huazamota uccisero l'ecomendero Juan de Arze che mangiarono arrostito. Voci e notizie del discontento furono accolte da parte di Cristóbal de Oñate, è stato riportato un ballo a Tlaxicoringa dove gli indigeni dei villaggi di Tlatenango, Cuitlan, Hueli, Colotlán e Tepeque proclamarono un'insurrezione generale. Secondo la versione dei cronisti spagnoli si celebrò una specie di congrega guidata da "vecchie streghe" che invocarono il diavolo, fu chiamato "tlatol" e fu interpretato come la "parola sinistra del diavolo", lo stesso viceré Mendoza scrisse che "alcuni indiani che aveva intervistato gli avevano detto di essere messaggeri del diavolo, il quale si chiamava Tecoroli, e gli comunicarono che questo portava consigli resuscitando gli antenati indigeni"
l32. Ítem, si saben &c., creen, vieron, oyeron decir que puede haber seis años, poco más o menos, que ciertos indios de las sierras y Zacateclas hechiceros vinieron a los pueblos de Taltenango y Juchipila y a otros de la Nueva Galicia, y subvertieron y engañaron los dichos pueblos, diciendo y haciendo creer a los indios que habían resucitado sus abuelos y todos sus antepasados, y que habían de matar a todos los cristianos que estaban en aquella provincia, y muertos estos, pasarían a México y la habían de sojuzgar, y que no tenían necesidad de sembrar, porque el maíz y otras semillas se darían de suyo, y les hicieron entender otras muchas hechicerías y liviandades, por lo cual los de los dichos pueblos se alteraron y levantaron, y comenzaron a idolatrar y hacer ritos y idolatrías de infieles: digan los testigos lo que saben.
154. Ítem, si saben &c. que los dichos indios alzados enviaron sus mensajeros a muchas partes y tierras y lugares de indios, con unas flechas atadas en un cuero, que eran insignias del demonio, persuadiéndoles que renegasen la fe, y mostrándoles cierto cantar que llaman el tlatol del diablo, y que idolatrasen y no sirviesen más a los cristianos, porque luego los habían de matar a todos, y si no lo hiciesen, que ellos vernían sobre los pueblos y los destruirían; y por su inducimiento muchos pueblos donde enviaron los dichos mensajeros, los indios renegaron nuestra fe católica e idolatraron, como solían hacer antes que fuesen cristianos: digan lo que saben. Interrogatorio a testigos en la visita hecha por el licenciado Francisco de Tello el 8 de enero de 1547 al virrey Mendoza.
Molto probabilmente si trattava di sacerdotesse celebranti un rito religioso, e il vocabolo tlatol in realtà è la forma abbreviata di tlahtolli (dalla lingua náhuatl: discorso o parola). Le voci ascoltate riguardavano riunioni tenute a Tlaxicoringa, dove gli indigeni decisero di fare un fronte comune contro gli spagnoli, che desideravano cacciare dalle loro terre. Il huehuehtlahtolli, era l'antica parola, o discorsi pronunciati dagli anziani e i saggi.
Ci furono diverse riunioni posteriori nelle quali si ascoltò il tlatol, a Xuchipila, Nochistlán e Teocaltiche. Con gli animi accesi, gli indigeni attaccarono gli spagnoli a Xuchipila, a Tepechitlán uccisero uno schiavo di colore che lavorava per Arturo de Bobadilla. Nelle vicinanze di Etzatlán e Tecuila, il frate francescano Juan de Calero cercò di dialogare con loro per ottenere la pace, ma in risposta lo assalirono e lo uccisero con le frecce, dicendo «Non ci predicherete più il paradiso e l'inferno, né vogliamo la vostra dottrina!». Frate Antonio de Cuéllar tentò di fare un ulteriore tentativo di dialogo, ma ottenne il medesimo risultato

## Inizio della ribellione

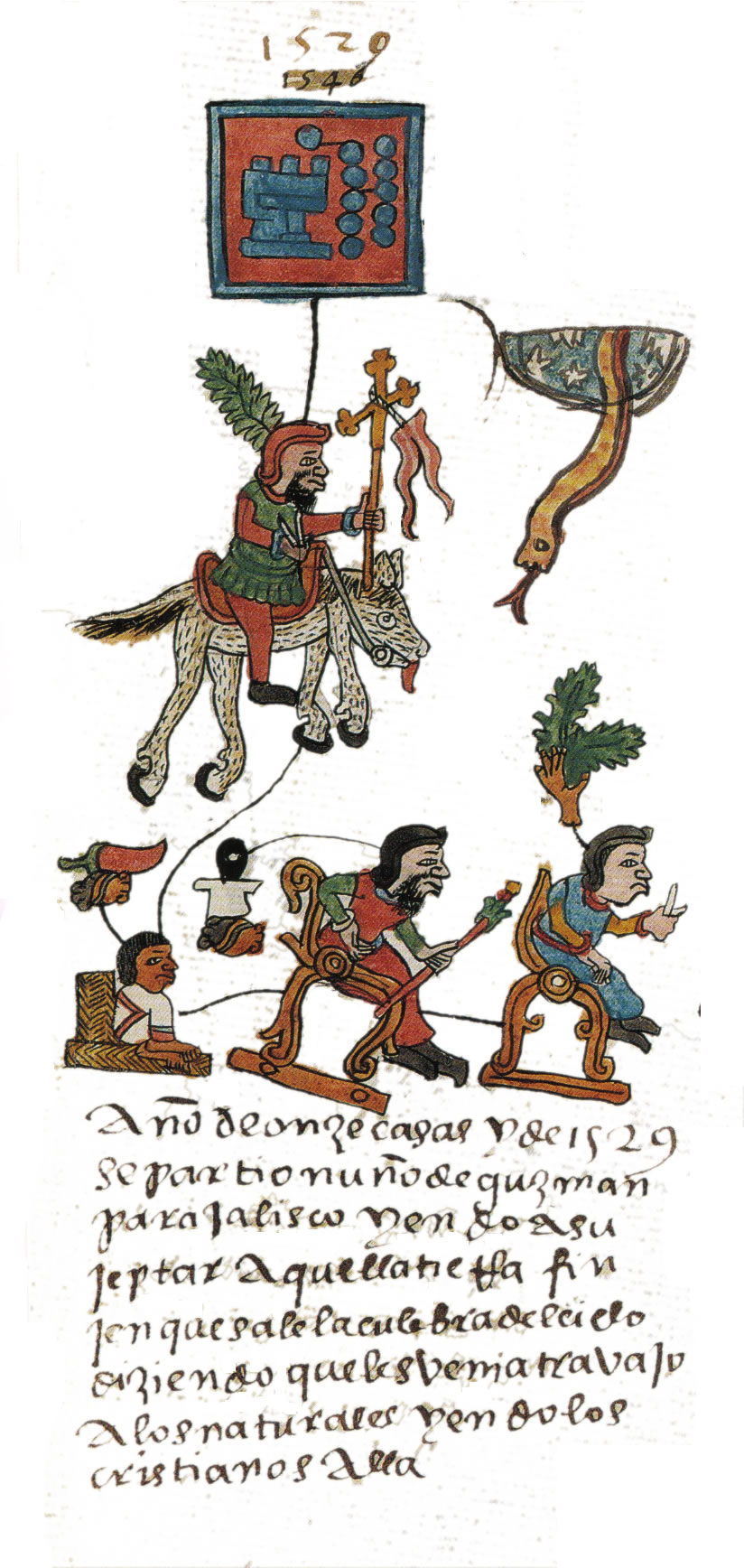
Nuño de Guzmán durante la sua campagna a Jalisco e Nayarit (1529)

La ribellione ebbe inizio nel 1541, nelle vicinanze delle signorie di Teocaltiche, Nochistlán y Xuchipila. In quest'ultima località era sorto un convento francescano, dove sarebbero arrivati emissari dalla serra del Nayar— probabilmente coras o huicholes— a incitare gli indiani a insorgere contro la dominazione spagnola, e in particolare contro la religione cristiana. Gli indigeni partirono dai villaggi spagnoli e si fortificarono nel Mixtón. Tra i leader della ribellione c'erano Petlácatl cacique caxcán di Xalpa, Francisco Tenamaxtle di Nochistlán, Coringa di Tlaxicoringa, Tencuítlatl di Xuchipila e don Diego dei zacatechi. Il Luogotente del governatore, capendo che le sue forze erano state superate, mandò una delegazione a Città del Messico in cerca di aiuto.
Xiuhtecutli, governatore di Xuchipila, attaccò Gonzalo Garijo a Tlaltenango. Il suo motto era "totenan, totzacuil” (dal náhuatl: il nostro muro, la nostra protezione), e sotto il grido di guerra «Axcan quema, tehuatl, nehuatl!» (dal náhuatl: fino alla mia morte o la tua!). Da Guadalajara, Cristóbal de Oñate inviò il capitano Miguel de Ibarra, così come gli indiani alleati Tlaxomulco e della valle di Tonalá, gli scontri ebbero luogo sulla collina del Mixtón. Il requerimiento fu letto diverse volte, però i ribelli ignorarono la lettura. Le forze spagnole furono sconfitte e respinte. Subito si inviarono notizie a Città del Messico, chiedendo nuovamente aiuto, al viceré Antonio de Mendoza.

## Intervento e morte di Pedro de Alvarado
Pedro de Alvarado era un conquistador spagnolo di grande esperienza. Capitano di Hernán Cortés durante la conquista di Tenochtitlan, era ben conosciuto dai Mexica, che lo soprannominarono Tonatiuh (dal nahuatl: sole) per via dei suoi capelli biondi. In seguito alle campagne per la conquista del Guatemala riuscì ad ottenere il titolo di adelantado e governatore della provincia. Su incentivo del viceré della Nuova Spagna, Alvarado aveva organizzato una spedizione nella California e si stava incontrando a Città del Messico con Antonio de Mendoza, quando ricevette la notizia dalla Nuova Galizia. Data la gravità della situazione, il viceré richiese urgentemente l'appoggio del conquistadores, che non esitò a contribuire alla causa.
Pedro de Alvarado sbarcò a Puerto de Navidad, incontrandosi in seguito a Tzapotlán con Juan de Villarreal. Questi lo informò in merito alle ultime notizie e ai problemi della ribellione. Fiducioso di poter controllare gli indigeni, "Tonatiuh" rispose: «Lo farò, hidalgo, con mille amori, ecco perché vengo, vado a riposare».
Alvarado e i suoi uomini arrivarono a Guadalajara il 12 giugno 1541. Qui il condottiero incontrò Cristóbal de Oñate, il quale ritenne necessario attendere ulteriori rinforzi. Alvarado, per tutta risposta, affermò: «A mí me parece que no se dilate el castigo de estos traidores enemigos, que es vergüenza que cuatro indios gatillos hayan dado tanto tronido; que con menos gente de la que conmigo traigo bastará a sujetarlos, porque yo he arruinado muchas maquinaciones de enemigos y es mengua que para esto sea menester más socorro, no hay que esperar más». Avanzò verso il Peñol de Mixtón, dove si erano acquartierati più di quindicimila Caxcanes e Zacatecos guidati da Francisco Tenamaztle e Don Diego. 
Il primo assalto fu guidato dal capitano Falcón, il quale rimase ucciso nel tentativo insieme a dieci spagnoli e molti alleati indigeni. La vittoria nel primo scontro incoraggiò i ribelli e gli spagnoli decisero di ritirarsi a Yahualica. Alvarado si pose al comando dei seguenti assalti, senza ottenere successo, venendo respinto in diverse occasioni. Il 24 giugno, durante un'incursione, un cavallo si liberò dalle mani del notaio Baltasar de Montoya; l'animale travolse Pedro de Alvarado, schiacciandone il petto. Gravemente ferito e con le costole fratturate, venne portato a Guadalajara, dove Oñate gli ricordò il suo avvertimento: “Tonatiuh” rispose: «Ya es hecho, ¿Qué remedio hay?, Curar el alma es lo que conviene». Pedro de Alvarado morì il 4 luglio 1541 a causa delle ferite riportate durante la sua incursione nel Mixtón.

Venuti a conoscenza della notizia, i membri del consiglio di Città del Messico si riunirono. Tra loro vi erano il sindaco Cristóbal de Salamanca, l'auditore licenziato Loayza e Bernardino Vázquez de Tapia. Il 5 luglio 1541 chiesero aiuto al viceré Antonio de Mendoza, poiché ritenevano che la situazione in Nuova Galizia fosse sfuggita al controllo, tanto da mettere in pericolo tutta la Nuova Spagna. La notizia giunse anche al segretario del Consiglio delle Indie Juan de Sámano.
..«que mande que se efectúe con la mayor diligencia e presteza que convenga pues en asegurar esta cibdad e fortalecella, se asegura toda la Nueva España e Indias.»

## Assedio di Guadalajara
Verso il 27 settembre 1541 gli uomini di Tenamaztle avanzarono verso la città di Guadalajara e il 28 settembre la assediarono. Nelle cronache si distinguono le azioni di una donna di nome Beatriz Hernández, che allietava i soldati e incoraggiava donne e bambini. Cristóbal de Oñate decise di rompere l'assedio, radunò tutti gli archibugi in un singolo fronte, e grazie alla potenza dell'artiglieria come rinforzo, ordinò un contrattacco repentino. Allo stesso tempo la cavalleria si divise in due colonne che uscirono da due porte: dopo aver compiuto un attacco, rientrarono in città per uscire dall'altra porta, mostrando così di disporre di un numero di cavalli superiore alla realtà. La battaglia durò più di tre ore. Nonostante si trovasse numericamente in svantaggio, la determinazione e la strategia degli spagnoli costrinsero i chichimechi al ritiro.

## L'incursione del viceré Antonio de Mendoza
L'inefficacia dell'esercito spagnolo e l'imminente estensione dell'insurrezione a Michoacán e alla capitale della Nuova Spagna portarono all'intervento militare del viceré Antonio de Mendosa. Poco prima dell'inizio dell'assedio, il viceré lasciò Citta del Messico con una forza composta dagli alleati Tlaxcalani, Huejotzinca, Cuauhquechultan, Mexica, Xilotepecan e Acolhua. La spedizione effettuò una fermata a Michoacán per reclutare alleati Purépecha. Ricevuta la notizia della rottura dell'assedio di Guadalajara, Mendoza si recò al Peñón de Coyna. Le cronache riportano un totale di cinquantamila uomini sotto il comando del viceré.
Come da protocollo, prima di ogni battaglia, agli indigeni venne letto un invito ad abbandonare le armi, pronunciato ad alta voce. Ai nativi, oltre all'esortazione a deporre le armi, venne garantito che non sarebbero stati puniti per la ribellione e sarebbero stati trattati con gentilezza. Qualora avessero proseguito nelle ostilità, sarebbero stati puniti e sottoposti come schiavi di guerra, senza pietà o considerazione. I ribelli, non comprendendo il messaggio a loro rivolto, si burlarono del documento a loro offerto. Gli spagnoli scambiarono il gesto come un'offesa, considerando lo scontro come una guerra giusta, così che secondo la legge spagnole le punizioni, nonché le esecuzioni e le fustigazioni, assumevano un carattere completamente legale.

## Eventi posteriori

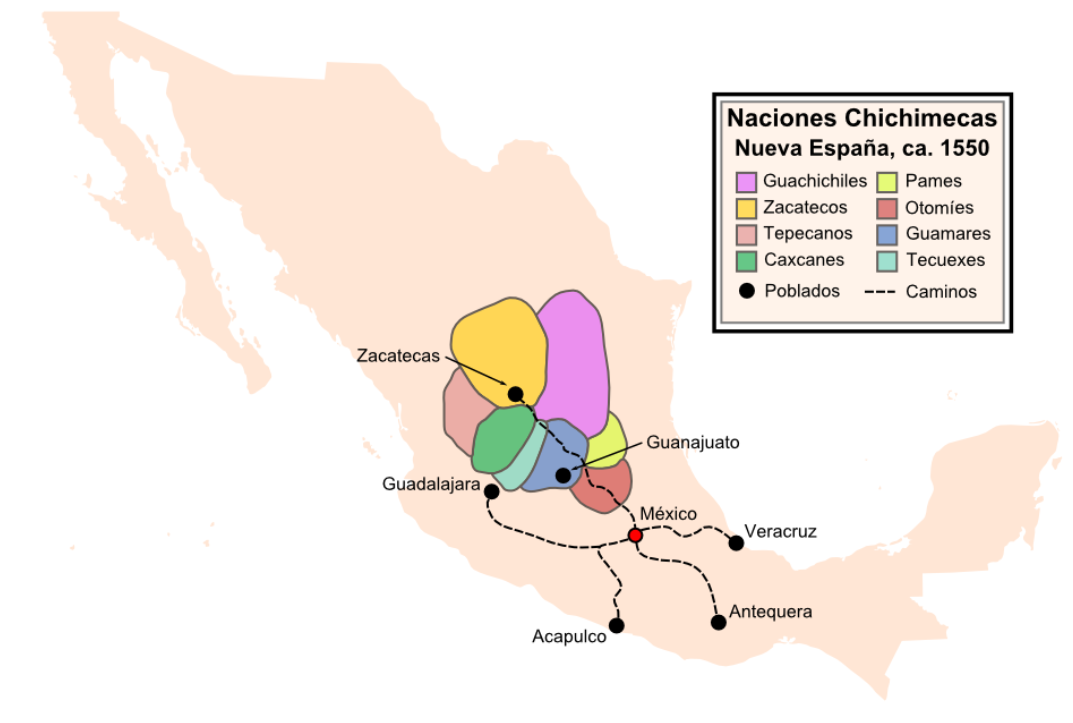
I popoli chichimecas, ca. 1550.

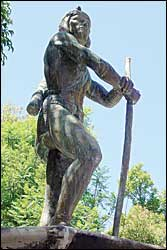
Monumento a Francisco Tenamaztle in Nochistlán de Mejía.

Dopo la sconfitta nel Mixton, i ribelli sopravvissuti decisero di ritirarsi nella zona settentrionale della Nuova Galizia, Tenamaztle si alleò con Chapuli. Non fu raggiunta una pace duratura e i ribelli continuarono a compiere azioni di guerriglia per quasi dieci anni. Tenamaztle mantenne i Caxcani sul piede di guerra e furono ulteriormente sostenuti da Guainamoti, Coras, Tocomi e Tecual. Altri villaggi ancora sotto il controllo indigeno furono abbandonati agli spagnoli.
Gli abitanti di Guadalajara sollecitarono le autorità ad autorizzare il trasferimento della città nel sito che occupa da allora, nella valle di Atemajac. Questo evento fu preso in considerazione da Carlo V, che il 28 settembre 1543, girò gli ordini noti come Raccolta delle Leggi dei Regni delle Indie, in modo che "gli indiani sollevatisi cerchino di attirare la pace con buoni mezzi".
Nel 1551 Tenamaztle si consegnò al vescovo di Guadalajara Pedro Gómez Maraver.Ma nonostante la resa volontaria del leader, lo stato di guerra continuò per secoli nella zona settentrionale della Nuova Galizia. Il capitano dei caxcan fu deportato dal viceré Luis de Velasco, e messo a disposizione della Casa de Contratación in Siviglia.
Tenamaztle fu trasferito a Valladolid, dove conobbe il frate Bartolomé de Las Casas, che non esitò a promuovere la sua causa davanti al Consiglio delle Indie. Nel 1554 furono presentati diversi scritti in cui si denunciavano gli abusi precedenti alla ribellione, giustificando così gli atti bellici avvenuti. Un documento firmato da Tenamaztle spiega i previ avvenimenti e le reazioni fino al momento in cui il suo popolo dovette fuggire sui monti per legittima difesa, comportamento che gli spagnoli in Nuova Spagna definirono, «usando male la proprietà del linguaggio, in tutte le Indie, ribellione contro il Re», pretendendo così una “guerra giusta” per espropriare i nativi. È innegabile che il documento fu scritto e redatto da Bartolomé de las Casas, però in esso è narrata la storia di Tenamaztle e la sua firma appare in calce. Il processo non passò inosservato alla corona spagnola, ma non si conosce il verdetto del reclamo e che cosa accadde al generale caxán.
Nelle Indie, il malcontento dei chichimechi continuò in tutta la zona settentrionale della Nuova Spagna. Coras, huicholes, tepehuanes, emexicaneros rimasero in atteggiamento di resistenza per gli anni successivi, periodo noto come la guerra Chichimeca.